# Pan (журнал)
«Pan» («Пан») — немецкий литературно-художественный журнал, основанный в Берлине поэтом Рихардом Демелем, историком искусства Юлиусом Мейер-Грефе и писателем Отто Юлием Бирбаумом. Журнал выходил в 1895—1900 годах. Создатели альманаха стремились сделать его эстетским, воплощением высокого художественного вкуса. Для этого помимо основного тиража (1210 экземпляров) выпускали сто «головных экземпляров» на лучшей типографской бумаге и с высоким качеством печати. Обложку сделал живописец Франц фон Штук, и её не меняли на протяжении существования журнала.
Журнал стал одним из символов модерна, нового европейского искусства, которое в Германии и Австрии именовали югендстилем. Аналогичную роль играли журналы «Югенд» (выходил с 1896 года в Мюнхене), «Ver sacrum» (1898—1903), «Симплициссимус» (1866—1944) в Мюнхене.
Соредактором журнала с 1899 года был Август Эндель. Журнал «Пан» публиковал произведения Поля Верлена и Стефана Малларме, репродукции живописи и графики Франца фон Штука, Томаса Теодора Гейне, Феликса Валлоттона, Германа Обриста, Августа Энделя и многих других художников югендстиля. Одним из редакторов журнала был Вильгельм Херцог.
В 1910 году журнал «Пан» был воссоздан берлинским издателем Паулем Кассирером. В новом журнале участвовали художники Франк Ведекинд, Георг Хейм, Эрнст Барлах, Франц Марк. В 1912 году журнал «Пан» снова был возобновлён Альфредом Керром, но просуществовал недолго, до 1915 года.